# Nanping (köpinghuvudort i Kina, Hubei Sheng, lat 29,91, long 112,07)
Nanping är en köpinghuvudort i Kina. Den ligger i provinsen Hubei, i den centrala delen av landet, omkring 220 kilometer väster om provinshuvudstaden Wuhan. Antalet invånare är 45 517. Befolkningen består av 22 997 kvinnor och 22 520 män. Barn under 15 år utgör 12,0 %, vuxna 15-64 år 76 %, och äldre över 65 år 10,0 %.
Runt Nanping är det tätbefolkat, med 442 invånare per kvadratkilometer. Närmaste större samhälle är Maojiagang, 14,9 km norr om Nanping. Trakten runt Nanping består till största delen av jordbruksmark.
Genomsnittlig årsnederbörd är 1 563 millimeter. Den regnigaste månaden är maj, med i genomsnitt 235 mm nederbörd, och den torraste är december, med 28 mm nederbörd.